# Mars (Schiff, 1563)
Die Mars, auch bekannt als Makalös (schwedisch: „Makellose“) oder Jutehattaren (schwedisch: „Dänenhasserin“) war ein schwedisches Segelkriegsschiff aus dem 16. Jahrhundert. Sie war das Flaggschiff der Flotte des Schwedenkönigs Erik XIV. und für kurze Zeit das größte Kriegsschiff seiner Zeit in Europa. Sie sank 1564 in einer Seeschlacht im Rahmen des Dreikronenkrieges zwischen den Inseln Öland und Gotland. 2011 wurde ihr Wrack gefunden.

## Geschichte

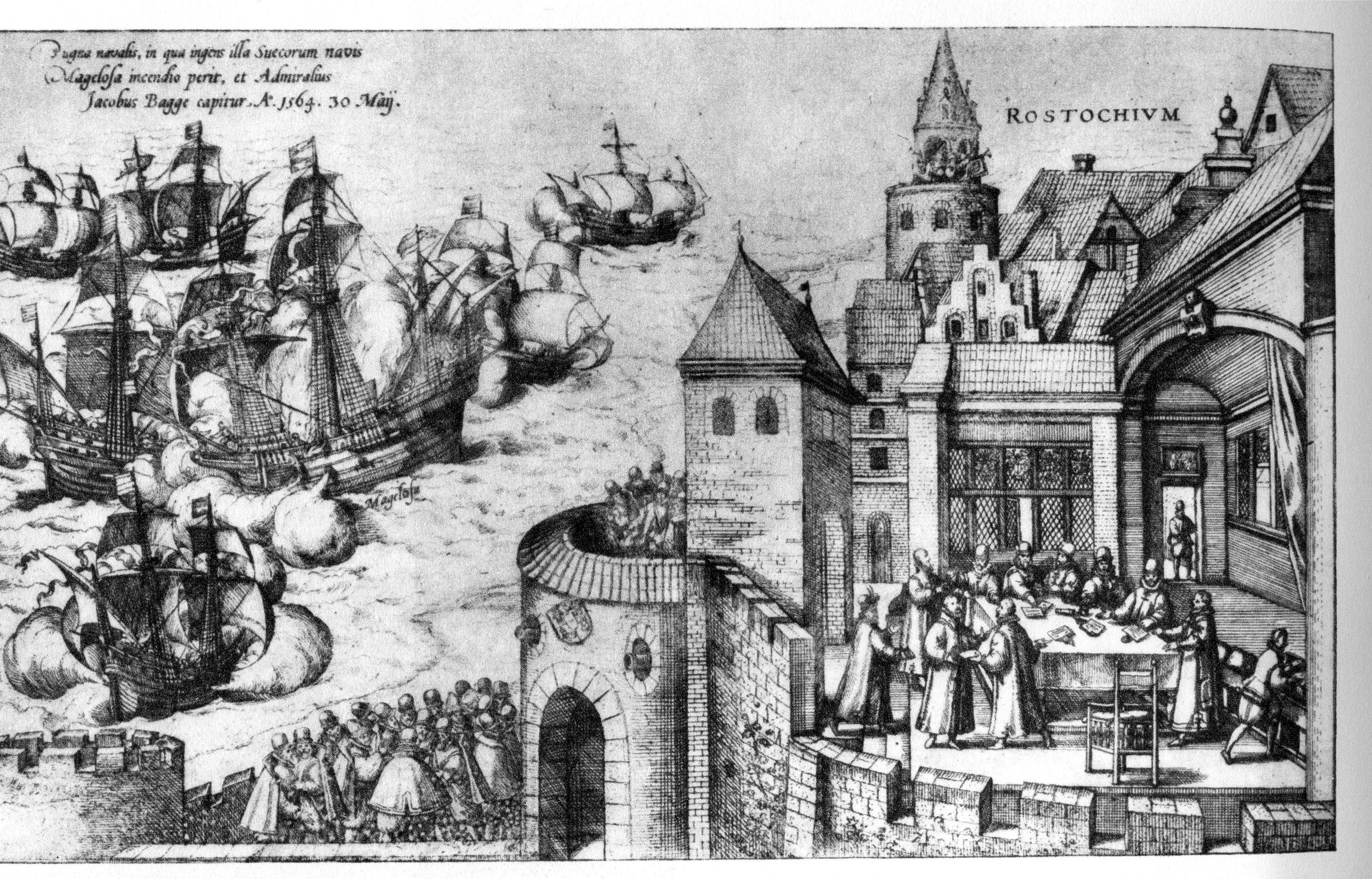
Grafik von Frans Hogenberg zeigt in der rechten Bildhälfte die zuvor gescheiterten Friedensverhandlungen in Rostock und links die Seeschlacht vom 30./31. Mai 1564. Die Makalös ist dabei im Zentrum und zudem beschriftet.

Die Mars war ein königliches Segelkriegsschiff (regalskeppet). Sie wurde 1561–1563 in Birkenes (heute: Björkenäs) 3 km nördlich von Kalmar von Schiffbaumeister Holger Ohlsson, der zuvor in Stockholmer Werften tätig war, gebaut. Die Mars war dabei Teil eines 1558 initiierten Schiffbauprogramms für Großschiffe des schwedischen Königs Erik XIV., der dadurch die schwedische Vormachtstellung in der Ostsee herstellen und sichern wollte. Erik XIV. beabsichtigte mit diesem sehr großen Schiff seine expansiven Ambitionen auf der Ostsee zu unterstreichen und zudem auch in Westeuropa Eindruck zu hinterlassen.

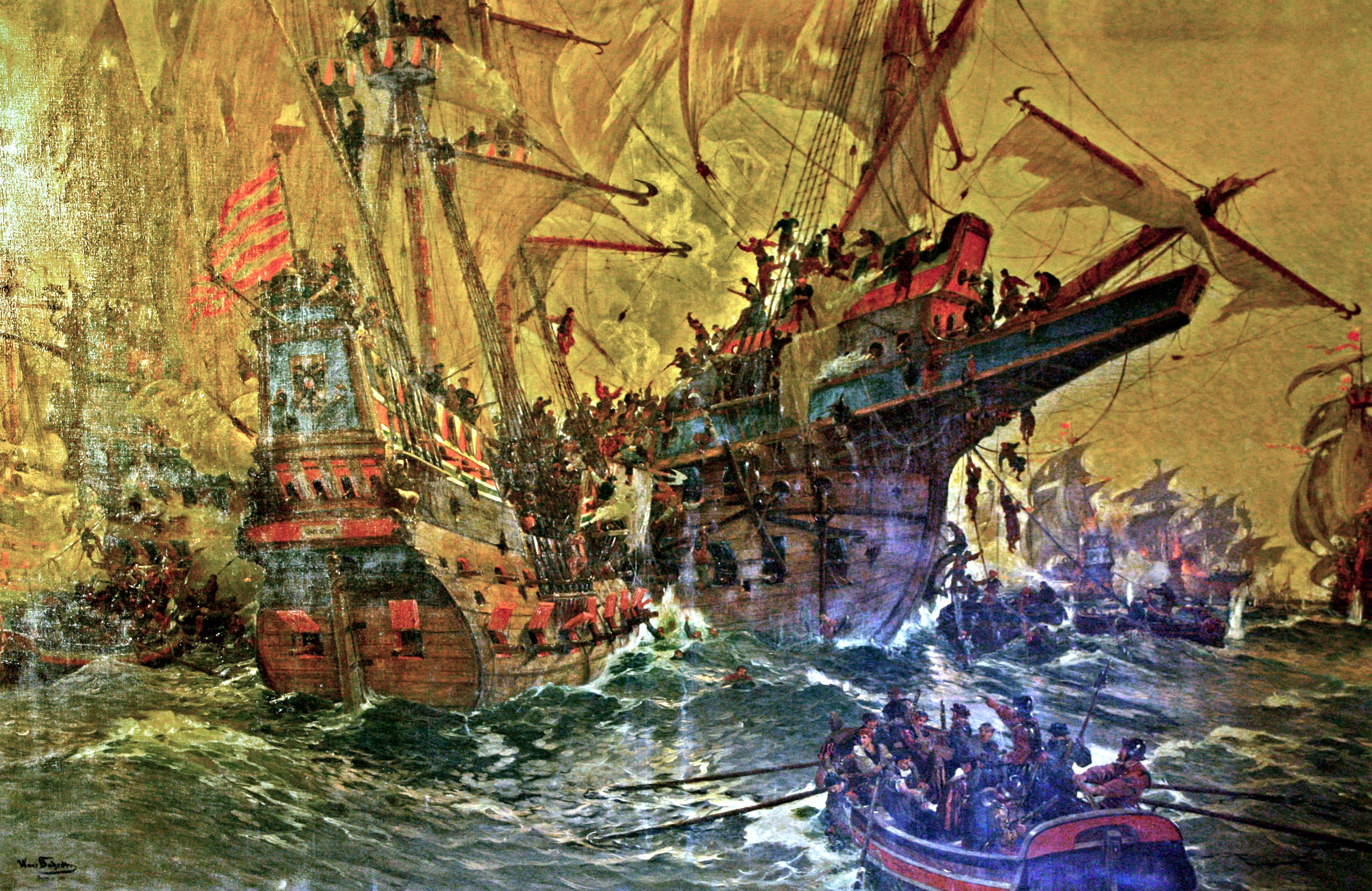
Bildliche Interpretation des Angriffs des Lübecker Flaggschiffs Der Engel auf das schwedische Flaggschiff Mars von Marinemaler Hans Bohrdt aus dem Jahr 1901

Über den Zeitraum unmittelbar nach ihrer Fertigstellung ist über die Mars nicht viel bekannt, zudem hatte sie nur eine kurze Dienstzeit. Ihr wichtigstes geschichtliches Ereignis war eine Schlacht während des Dreikronenkriegs, auch als „Nordischer Siebenjähriger Krieg“ bekannt, in der Ostsee. Während dieses Konfliktes standen sich auf der einen Seite das Königreich Dänemark, das mit der Hansestadt Lübeck und dem Königreich Polen eine Allianz bildete, und auf der anderen Seite das Königreich Schweden gegenüber.
Am 30. Mai 1564 kam es in der Ostsee zwischen den Inseln Öland und Gotland zu einem zweitägigen Gefecht zwischen beiden Konfliktparteien. 16 dänische Großschiffe unter der Führung von Admiral Herluf Trolle sowie 10 Lübecker Großschiffe unter der Führung von Admiral Friedrich Knebel standen 16 schwedischen Großschiffen gegenüber, die von Admiral Jakob Bagge kommandiert wurden. Am ersten Tag konnten die schwedischen Schiffe ihren Gegnern nach kurzen, aber heftigen Gefechten vereinzelt Schaden zufügen. Mit Einbruch der Nacht wurde die Schlacht unterbrochen und erst am nächsten Tag wieder fortgesetzt. Als sich am zweiten Tag der Wind drehte, mussten sich die schwedischen Schiffe nacheinander wegen der für sie ungünstigen Winde zurückziehen – lediglich die Mars kämpfte alleine weiter und wurde von der alliierten Übermacht umzingelt. Der Mars gelang es dennoch, ein Lübecker Schiff zu versenken und mehrere dänische Schiffe zu beschädigen. Die Lübecker Chronik berichtet, dass es den zahlenmäßig überlegenen Bündnispartnern gelang, die Ruderanlage der Mars durch Kanonenbeschuss außer Funktion setzen. Diese wurde jedoch unversehrt am Meeresboden aufgefunden.
Im Verlauf des nun folgenden Schlagabtausches wurde die Mars von der Besatzung des Lübecker Flaggschiffs Der Engel unter der Führung von Admiral Friedrich Knebel zusammen mit den Schiffen Byens Løffue (Dänemark) und der Lübecker Fuchs aufgebracht. Es gelang den Besatzungen sich in einem sehr harten Gefecht der Mars so zu nähern, dass sie geentert werden konnte. Während der Enterung fing das schwedische Schiff Feuer, das sich schnell ausbreitete. Den Lübeckern gelang es noch, den Oberbefehlshaber der schwedischen Flotte, Admiral Jakob Bagge, und seinen Stellvertreter Arvid Trolle gefangen zu nehmen. Schließlich explodierte die Mars aber wenig später in dem Moment, als die Lübecker das Schiffsmagazin plünderten. Zu diesem Zeitpunkt befanden sich 880 Schweden, Dänen und Lübecker auf dem Schiff. Ein Großteil davon ertrank oder wurde Opfer der Flammen bzw. der Explosionsdruckwelle oder umherfliegender Explosionstrümmer. Friedrich Knebel berichtete seinen Vorgesetzten später, dass „500 erschlagen, 100 gefangen“ genommen wurden. Die Mars sank schließlich am 31. Mai 1564 auf eine Tiefe von 75 m.
Obwohl die Mars nur eine kurze Dienstzeit hatte und zerstört wurde, zeigte sie in der Schlacht recht deutlich die Vorzüge ihrer Feuerkraft, Widerstandsfähigkeit und schiffbaulichen Größe. Die Bündnispartner Polen-Dänemark-Lübeck waren offenbar so beeindruckt von ihren Eigenschaften, dass sie ihr eigenes Schiffbauprogramm anpassten und nunmehr Schiffe auflegten, die noch etwas größer als die Mars waren. So wurden zwei Schwesterschiffe von 2100 t Verdrängung in Lübeck gebaut, die 1567 fertiggestellt wurden: Die dänische Fortuna und die Lübecker (Großer) Adler von Lübeck. Dänemarks König Friedrich II. gab sich damit aber nicht zufrieden und stockte seine Flotte sogar um noch größere Schiffe auf: die 1570 fertiggestellte Wol Her (2.200 t) und die St. Oluf (ca. 3.500 t), die 1573 fertiggestellt wurde. Auf schwedischer Seite wurde als Nachfolgerin der gesunkenen Mars die Neptunus (2.000 t, Umbenennung in Röde Draken im Jahr 1569) im Jahr 1564 fertiggestellt, nachdem auch das damals zweitgrößte Schiff in der schwedischen Flotte neben der Mars, die Elefant(en), während Reparaturarbeiten gesunken war.
Die schwedische Seite gewann das Wettrüsten zum Ende des Krieges 1570, konnte sich mit 53 Schiffseinheiten, die zusammen eine Tonnage von 21.000 t ergaben, die größte Flotte in der Ostsee erhalten und somit große Teile der Ostsee in der Schlussphase des Krieges kontrollieren.

## Aufbau des Schiffs
Der exakte Aufbau des Schiffes ist bislang nicht bekannt und lässt sich derzeit nur aufgrund von zeitgenössischen Akten, Augenzeugenberichten und Zeichnungen von Fachleuten ungenau rekonstruieren. Zudem beziehen sich Fachleute gerne auf Erkenntnisse zu parallel existierenden Schiffen, da es unter den Schiffbaumeistern damaliger Zeit üblich war, bestimmte konstruktionelle Merkmale anderer Schiffe für den eigenen Aufbau zu übernehmen, wenn sie sich bewährt hatten oder Vorteile versprachen. Insofern lässt sich ein Phänotypus rekonstruieren, auch wenn die zuvor beschriebene Übernahme von bestimmten Elementen es den Experten dann auch schwer macht, den Schiffstyp zuzuordnen, da eben Mischformen entstanden.
Fest steht, dass die Mars aus Eichenholz gebaut wurde. Sie kann dem Schiffstyp Karavelle bzw. Kraffel zugeordnet werden, wenngleich ihre Größe eigentlich untypisch für derartige Schiffe war. Das Schiff war ein Rahsegler mit mindestens drei Masten (Besanmast, Hauptmast und Fockmast). Der Schiffskörper war in der Kraweelbauweise beplankt. Der Kiel ist von 62 Eisenbolzen durchzogen gewesen, jeder davon wog eine halbe Tonne. Fachleute gehen aufgrund von Einträgen in den Werftbüchern davon aus, dass das Schiff ein Dreidecker gewesen sein könnte – vielleicht sogar der erste in Europas Norden – aktuelle Bilder von der Wrackstelle scheinen diese Einschätzung jedoch zu widerlegen. In aktuellen Bildern und Videos zum Wrackfund kristallisiert sich zudem heraus, dass das Schiff ein hohes Vorder- und Achterkastell hatte, auf denen viele Geschütze untergebracht waren.
Es gibt Quellen, die die Tragfähigkeit des Schiffes mit 700 Lasten angeben, allerdings ist es schwer, diese Maßeinheit auf heutige Tonnageeinheiten umzurechnen. Fachleute nehmen an, dass 700 Lasten etwa einer Kapazität von 1000 Tonnen entsprechen könnten. Überwiegend geht die Literatur von einer Wasserverdrängung von bis zu 1.800 t aus.
Mit einer Länge von ca. 54 m und mit über 100 Kanonen unterschiedlichen Kalibers bestückt, war sie zu ihrer Zeit das größte und zugleich am schwersten bewaffnete Kriegsschiff Europas.
Neue Erkenntnisse in Bezug auf die Schiffsdimensionen, Schiffstyp und Phänotypus dürften weitere Tauchgänge zum Wrack und entsprechende Vermessungen bringen.

## Schiffsbesatzung
Die Schiffsbesatzung ist wie folgt überliefert:
Admiral Jakob Bagge, zwei Hövitsman (Kommandanten), ein Sekretär, ein Kaplan, zwei Barbiere mit Sanitätsausbildung, ein Zahlmeister, ein Schiffschronist (Schreiber), ein Trommler, ein Erster Skipper, drei Skipper, drei Erste Kanoniermeister sowie 340 weitere Schiffsbesatzungsmitglieder, die als Navigator, Maat, Koch, Steward, Zimmermann, Drechsler, Böttcher, Segelmacher, Schmied, gewöhnlicher Matrose oder als Schiffsjungen tätig waren. Zeitgleich befand sich noch eine hohe Anzahl an Seesoldaten an Bord.

## Auffinden des Wracks
Am 19. August 2011 wurde bekannt, dass das Wrack der Mars durch ein Team von Tauchern in einer Tiefe von 75 Metern, etwa 18,5 Kilometer nördlich von Öland gefunden wurde (Position 57° 8′ 25,5″ N, 17° 20′ 56,4″ O).
Die Archäologen erhoffen sich gut erhaltene Artefakte und viele neue Erkenntnisse zum Schiff. Das kalte und sauerstoffarme Wasser der Ostsee bietet in Sachen Konservierung des über 400 Jahre alten Schiffes ideale Voraussetzungen – zumal auch der holzzersetzende Schiffsbohrwurm hier nicht vorkommt. Im Juli 2013 wurde eine der gut erhaltenen Kanonen geborgen.

## Verschiedenes
- Die Vernichtung der über schwedische Grenzen hinaus berühmten Mars war für die Lübecker ein wichtiges historisches Ereignis. Der Lübecker Befehlshaber Friedrich Knebel wurde hierfür geehrt und schilderte in einem siebenseitigen Bericht die Ereignisse,[27] die zu den Stadtakten gelegt wurden. Während des Zweiten Weltkriegs gelangte diese Aktensammlung in sowjetischen und DDR-Besitz, wurde in den 1990er Jahren aber wieder an Lübeck zurückgegeben. Diese (regal)kilometerlangen Lübecker Akten wurden in den letzten Jahren neu sortiert und förderten die Berichterstattung von Admiral Knebel zu Tage. Lübecker wie auch schwedische Geschichtsforscher erhoffen sich nun neue Erkenntnisse zu den Ereignissen von 1564 sowie zur Hansegeschichte überhaupt.[28]
- Sogar in die deutsche Liedkultur fand der erfolgreiche Schlachtverlauf am 30./31. Mai 1564 seinen Eingang: Ein Nie Ledt van dem Scharmützel, so nielick, van dem Köninge tho Dennemarck, vnd den Heren van Lübeck, gegen de Köninck tho Sweden, gescheen, (den 30. vñ 31. Maij, Anno 1564).[29] Auch zeitgenössische dänische Dichter wie Hans Lauridsen Amerinus nahmen die Vernichtung der Makalös zum Anlass, entsprechende Verszeilen zu dichten.[30]
- Im Lübecker Rathaus im Roten Saal hängt ein Gemälde von Hans Bohrdt von der Schlacht und zeigt die Lübecker Der Engel beim Angriff auf die Mars.

## Dokumentarfilm
- Das Jahrhundertwrack – Sensationsfund in der Ostsee. 43 Min. Drehbuch und Regie: Martin Widman. Produktion: Deep Sea Productions im Auftrag von ZDF und SVT in Zusammenarbeit mit arte. Deutschland 2015.[31][32]